# Муньос Вега, Пабло
Пабло Муньос Вега (исп. Pablo Muñoz Vega; 23 мая 1903, Мира, Карчи, Эквадор — 3 июня 1994, Кито, Эквадор) — эквадорский кардинал, иезуит. Коадъютор sedis datus архиепархии Кито и титулярный епископ Серамо с 7 февраля 1964 по 23 июня 1967. Архиепископ Кито с 23 июня 1967 по 1 июня 1985. Кардинал-священник с титулом церкви Сан-Роберто-Беллармино с 28 апреля 1969.